# Evangelische Kirche Eichenberg-Dorf (Neu-Eichenberg)

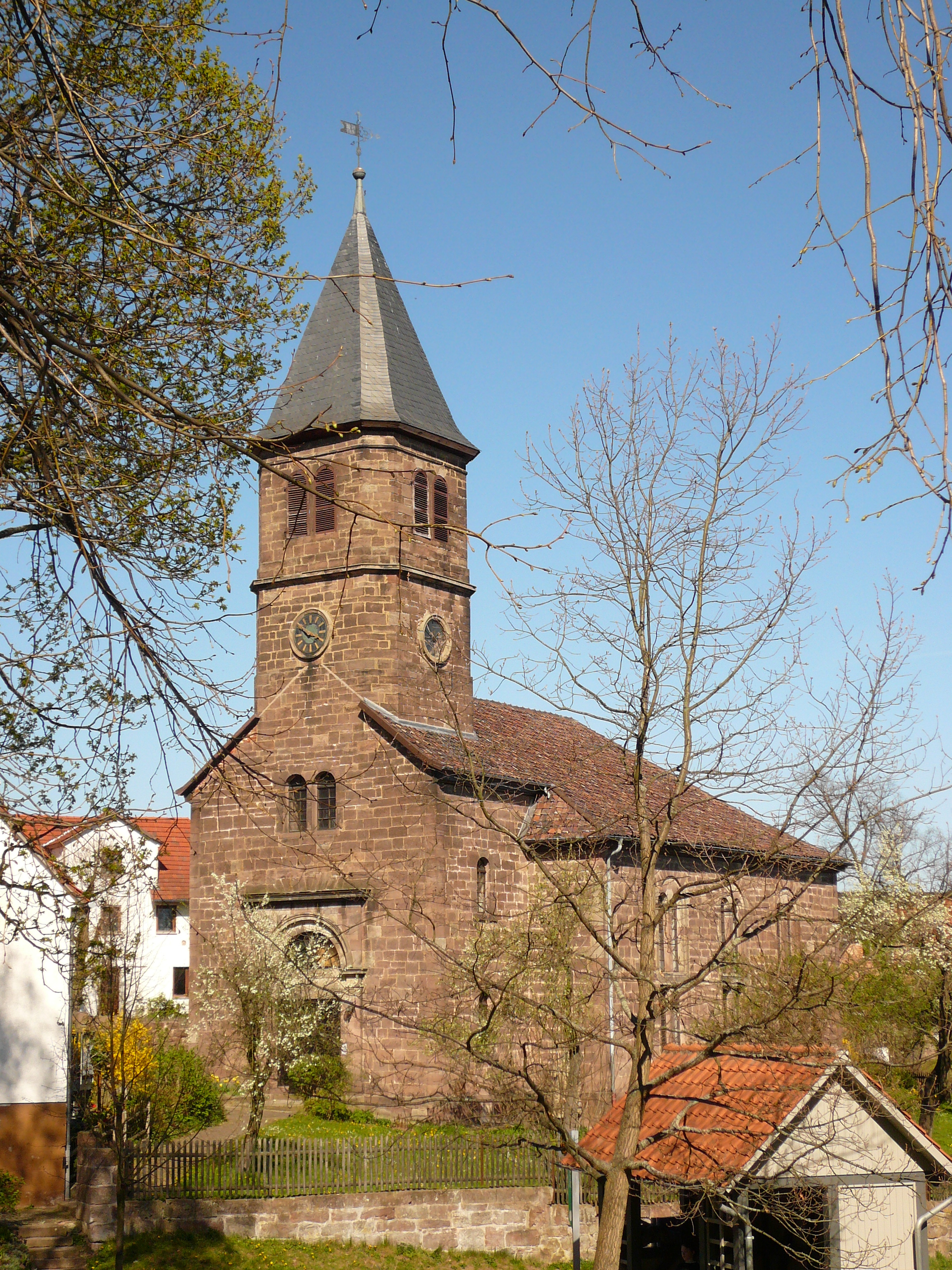
Evangelische Kirche Eichenberg-Dorf

Die Evangelische Kirche Eichenberg-Dorf ist ein denkmalgeschütztes Kirchengebäude in der Ortslage Eichenberg (Dorf) vom Ortsteil Eichenberg, der Gemeinde Neu-Eichenberg im Werra-Meißner-Kreis (Hessen). Die Kirchengemeinde gehört zum Kirchenkreis Werra-Meißner im Sprengel Kassel der Evangelischen Kirche von Kurhessen-Waldeck.

## Historie
Im Jahr 1358 wird ein Pfarrer für de Eikenberge (Eichenberg) erwähnt. Seit 1570 hat die Familie von Bodenhausen das Patronat inne. Aus der ehemals katholischen Kirche in Eichenberg wurde mit der Einführung der Reformation ein evangelisches Gotteshaus mit dem ersten Pfarrer Joh. Drescher, welcher von 1569 bis 1578 sein Kirchenamt ausübte.

## Beschreibung
Die klassizistische Saalkirche wurde 1840 nach einem Entwurf von Johann Friedrich Matthei errichtet. Die Fassaden bestehen aus unverputzten Werksteinen. Die Längsfassaden des Kirchenschiffs weisen vier  Achsen mit zweigeschossigen gekuppelten Fenstern auf, wobei die Achse im Westen eingezogen ist und sich über ihr der Dachturm mit darüber einem Turmschaft mit abgefasten Ecken erhebt. 
Das spitze schiefergedeckte Pyramidendach ist an den Ecken ebenfalls abgefast. Sein oberstes Geschoss beherbergt hinter den als Biforien gestalteten Klangarkaden den Glockenstuhl, das Geschoss darunter die Turmuhr. Das Hauptportal befindet sich im Westen; im Osten dagegen befindet sich eine Zweiportal-Fassade, wobei eine Türe aus Symmetriegründen als Blindtür ausgebildet ist. Das Satteldach des Kirchenschiffs ist im Osten abgewalmt. 
Zur Kirchenausstattung gehört eine Kanzelwand aus der Bauzeit mit einem vorgezogenen jüngeren Tischaltar. Der Innenraum hat eine an drei Seiten umlaufende Emporen. Die Orgel wurde 1844 von Friedrich Christian Knauf gebaut. 